# George Washington dans le théâtre français
Le personnage de George Washington a figuré à plusieurs reprises sur la scène française. Ces compositions datent généralement de l'époque de la Révolution française.
Thomas Balch indique qu'elles ne méritent guère d'être lues, et si elles ont pu être écoutées avec quelque intérêt sur un théâtre, ce ne peut être que grâce à la sympathie qu'inspiraient le héros américain et la cause qu'il avait fait triompher.
1. Washington ou la liberté du Nouveau-Monde, tragédie en quatre actes, par M. de Sauvigny, représentée pour la première fois le 13 juillet 1791 sur le Théâtre de la Nation, Paris.
2. Asgill ou L'Orphelin de Pennsylvanie, mélodrame en un acte et en prose, mêlé d'ariettes par Benoît-Joseph Marsollier des Vivetières, musique de Nicolas Dalayrac, représenté sur le Théâtre de l'Opéra-Comique, le jeudi 2 mai 1790.
3. Asgill ou le Prisonnier anglais, drame en cinq actes et en vers, par Benoît Michel de Comberousse, représentant du peuple et membre du lycée des Arts, an IV (1795). Cette pièce, dans laquelle un certain Washington fils joue un rôle ridicule, ne fut représentée sur aucun théâtre.
4. Washington ou l'Orpheline de Pennsylvanie, mélodrame en trois actes, à spectacle, par M. d'Aubigny, l'un des auteurs de la Pie voleuse, avec musique et ballets, représenté pour la première fois, à Paris, sur le Théâtre de l'Ambigu-Comique, le 13 juillet 1815.
5. Asgill, drame en cinq actes, en prose, dédié à Mme Asgill, par Le Barbier le Jeune, à Londres et à Paris, 1785. L'auteur montre Washington affligé de la nécessité cruelle à laquelle son devoir l'oblige. Il lui fait même prendre Asgill dans ses bras et ils s'embrassent avec un enthousiasme comico-dramatique. (Acte 5, scène II.). Le rôle de Wazington était joué par M. Saint-Prix. Lincoln et Macdal étaient lieutenants généraux. L'envoyé anglais Johnson est transformé en Joston. M. Ferguson est mis en scène, ainsi que Mme Nelson, veuve d'un parent de Wazington, le Congrès, la nouvelle législature, les ministres du culte et autres nombreuses personnes. Dans ce drame, le fils de Wazington n'a pas de rôle, mais il y a son ombre. La scène la plus curieuse est la première de l'acte IV, où on voit dans le champ de la fédération l'autel de la patrie, sur lequel est le traité d'alliance conclu avec les Français. Butler, qui était en effet un partisan, commandant des réfugiés, un véritable brigand, outre ses crimes réels, commet dans le drame le crime odieux du capitaine Lippincott, qui fit pendre le capitaine américain Huddy, crime qui a forcé les Américains à menacer d'user de représailles. Dans le drame, on fait de Huddy un officier anglais. Seymour est sauvé et Butler Pendu.
6. Washington, drame historique en cinq actes et en vers, par J. Lesguillon, 1866. Non représenté. Ici l'histoire est traitée avec un sans-façon exagéré. La scène se passe à West-point, à l'époque de la trahison d'Arnold, et l'auteur commence par croire que West-point est la pointe de l'ouest de l'île de New-York ; que cette dernière ville est au pouvoir des Américains et qu'Arnold a pour but de la livrer aux Anglais. Washington est fait prisonnier. Le major André est fusillé; on sait qu'il fut pendu. Arnold se livre, ce qu'il ne fit pas. Arrivent enfin à une sorte d'apothéose, La Fayette, Rochambeau, de Grasse, d'Estaing, Bougainville, Duportail et d'autres.

Thomas Balch ajoute que l'on sait que Washington n'eut pas d'enfant et que le colonel Washington, né dans la Caroline du Nord et qui servit honorablement à la tête d'un Corps de cavalerie pendant la guerre de l'indépendance, était le parent éloigné du général en chef, né lui-même en Virginie.

## Source
Thomas Balch, Les Français en Amérique pendant la guerre de l’Indépendance des États-Unis 1777-1783, 1872 [détail des éditions]